# World Guitar Record
Im Rahmen des „Thanks-Jimi-Festivals“ wird jährlich im Mai versucht, den World Guitar Record (deutsch Gitarrenweltrekord, polnisch Gitarowy Rekord Guinnessa) zu erzielen.
Der Guinness-Rekordversuch findet jährlich am 1. Mai im polnischen Breslau statt, während möglichst viele Gitarristen gemeinsam den Jimi-Hendrix-Titel Hey Joe spielen.

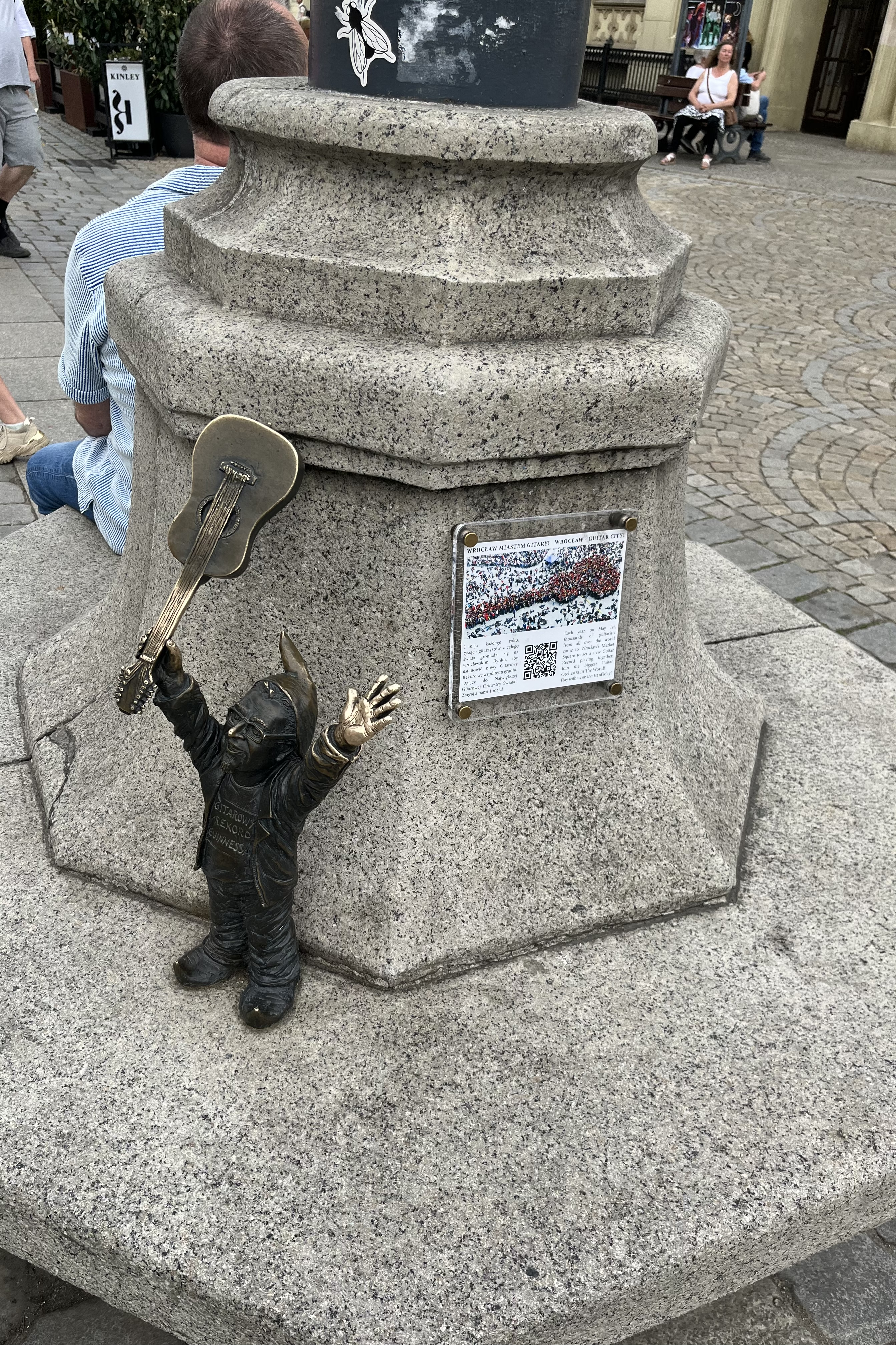
Breslauer Zwerg von Beata Zwolańska-Hołod mit Namen Leszko, der dem polnischen Gitarristen Leszek Cichoński gewidmet ist mit Hinweisschild auf den jährlich stattfindenden Weltrekordversuch im gemeinsamen Gitarrenspiel (2025)

Deutsche Übersetzung der Schildaufschrift (polnisch und englisch):

„Gitarrenstadt Breslau!
Alljährlich am 1. Mai kommen tausende von Gitarristen aus aller Welt auf den Marktplatz von Breslau, um einen neuen Weltrekord aufzustellen, in dem sie gemeinsam spielen. Schließe dich dem größten Gitarrenorchester der Welt an! Spiel mit uns am 1. Mai!“

Der Initiator der Veranstaltung ist der polnische Gitarrist Leszek Cichoński. Die erste Veranstaltung dieser Art fand 1997 bei den „Blues Express“-Workshops in Zakrzewo statt, wo „Hey Joe“ von 17 Gitarristen auf der Bühne aufgeführt wurde. Die erste offizielle Ausgabe des Guinness-Gitarrenrekords in Polen fand 2003 in Breslau statt, versammelte 588 Gitarristen und scheiterte.

## Geschichte
Seit 2003 wird in Breslau alljährlich im Mai das „Thanks-Jimi-Festival“ durchgeführt. im Rahmen dessen wird Hey Joe in der Breslauer Innenstadt von möglichst vielen Leuten gemeinsam gespielt, mit dem Ziel, erneut den „World Guitar Record“ zu übertreffen. Am 1. Mai 2020 fand das Event aufgrund der COVID-19-Pandemie virtuell statt: am „Online Guitar World Record“ waren 7998 Gitarristen beteiligt. Am 1. Mai 2025 wurde der Rekord erneut gebrochen, als 8122 Gitarristen den Titel vor Ort spielten.

## Teilnehmer
Bisher nahmen folgende Musiker am Rekordversuch teil:

### Ausländische Teilnehmer
- Steve Morse (Deep Purple), Leon Hendrix, Al Di Meola, Jennifer Batten (Gitarristin von Michael Jackson), John Corabi (Sänger und Gitarrist von Mötley Crüe), Bruce Kulick (Gitarrist von Kiss), Beasto Blanco (Musiker von Alice Cooper), Bernie Marsden (Whitesnake), Tommy Emmanuel, Ray Wilson (Sänger von Genesis), Ten Years After, Neil Zaza, Greg Koch, Todd Wolfe (Gitarrist von Sheryl Crow), Stan Skibby, Feedback Family, Marcus Miller, Steve Vai und Amen (Gitarrist von Lordi).

### Polnische Teilnehmer
- Jan Borysewicz (Lady Pank), Titus (Acid Drinkers), Litza (Luxtorpeda), L.U.C, Paweł Kukiz, Tomek „Lipa“ Lipnicki (Lipali), Muniek Staszczyk (T.Love), Michał Urbaniak, Grzegorz Markowski, Marek Piekarczyk (TSA), Mieczysław Jurecki (ex Budka Suflera), Wojciech Hoffmann (Turbo), Michał Jelonek, Wojciech Pilichowski, Maciej Balcar (Dżem), Zbigniew Hołdys, Gienek Loska, Sebastian Riedel, Marek Raduli, Jarosław Śmietana, Ryszard Sygitowicz, Alek Mrożek, Jorgos Skolios, Łukasz Łyczkowski und Leszek Cichoński.

## Liste der Veranstaltungen
| Ausgabe | Status      | Jahr | Ort                  | Anzahl Gitarristen | Rekord                             |
| ------- | ----------- | ---- | -------------------- | ------------------ | ---------------------------------- |
| I       | inoffiziell | 1997 | Zakrzewo             | 17                 | ---                                |
| II      | inoffiziell | 2002 | Przystanek Woodstock | 10                 | ---                                |
| I       | offiziell   | 2003 | Breslau              | 588                | Der Rekordversuch ist gescheitert. |
| II      | offiziell   | 2004 | Breslau              | 916                | Der Rekordversuch ist gescheitert. |
| III     | offiziell   | 2005 | Breslau              | 1201               | Der Rekordversuch war erfolgreich. |
| IV      | offiziell   | 2006 | Breslau              | 1581               | Der Rekordversuch war erfolgreich. |
| V       | offiziell   | 2007 | Breslau              | 1881               | Der Rekordversuch war erfolgreich. |
| VI      | offiziell   | 2008 | Breslau              | 1951               | Der Rekordversuch war erfolgreich. |
| VII     | offiziell   | 2009 | Breslau              | 6346               | Der Rekordversuch war erfolgreich. |
| VIII    | offiziell   | 2010 | Breslau              | 4597               | Der Rekordversuch ist gescheitert. |
| IX      | offiziell   | 2011 | Breslau              | 5601               | Der Rekordversuch ist gescheitert. |
| X       | offiziell   | 2012 | Breslau              | 7273               | Der Rekordversuch war erfolgreich. |
| XI      | offiziell   | 2013 | Breslau              | 5734               | Der Rekordversuch ist gescheitert. |
| XII     | offiziell   | 2014 | Breslau              | 7344               | Der Rekordversuch war erfolgreich. |
| XIII    | offiziell   | 2015 | Breslau              | 5018               | Der Rekordversuch ist gescheitert. |
| XIV     | offiziell   | 2016 | Breslau              | 7356               | Der Rekordversuch war erfolgreich. |
| XV      | offiziell   | 2017 | Breslau              | 6299               | Der Rekordversuch ist gescheitert. |
| XVI     | offiziell   | 2018 | Breslau              | 7411               | Der Rekordversuch war erfolgreich. |
| XVII    | offiziell   | 2019 | Breslau              | 7423               | Der Rekordversuch war erfolgreich. |
| XX      | offiziell   | 2022 | Breslau              | 7676               | Der Rekordversuch war erfolgreich. |
| XXI     | offiziell   | 2023 | Breslau              | 7967               | Der Rekordversuch war erfolgreich. |
| XXII    | offiziell   | 2024 | Breslau              | 7531               | Der Rekordversuch ist gescheitert. |
| XXIII   | offiziell   | 2025 | Breslau              | 8122               | Der Rekordversuch war erfolgreich. |

Eine fettgedruckte Zahl in der Tabelle gibt an, dass der vorherige Rekord gebrochen wurde.

## TV-Übertragung
Im Jahr 2025 wurde der Rekord unter anderem durch den deutschen TV-Sender rbb live übertragen.